# Inés Arango
Pour les articles homonymes, voir Arango.
Inés Arango (1937-1987) est une religieuse colombienne membre des sœurs tertiaires capucines de la Sainte Famille.
Née à Medellin, elle rejoint les tertiaires capucines de la sainte Famille. Missionnaire dans l'est de l'Équateur, elle s'illustre comme défenseur des droits des minorités indigènes face aux compagnies pétrolières. Elle meurt en compagnie de l'évêque Alejandro Labaca, assassinée par des membres de la tribu amérindienne des huaoranis. Beaucoup la considère comme un martyr. Elle est actuellement en processus de béatification.